# António Costa
António Luís Santos da Costa (født 17. juli 1961 i Lissabon) er en portugisisk advokat og politiker, der var Portugals premierminister fra 2015 til 2024. 1. december 2024 blev han formand for Det Europæiske Råd.
Tidligere havde han fra 1995 til 2007 flere forskellige ministerposter, blandt andet justits- og indenrigsminister, hvorefter han var borgmester i Lissabon fra 2007 til 2015. Han er medlem af det socialdemokratiske Partido Socialista og blev partiets generalsekretær i 2014.

## Opvækst, uddannelse og erhverv
Costa blev født i 1961 i Lissabon. Han forældre er forfatteren Orlando da Costa og journalisten Maria Antónia Palla. Faren, som var halvt portugisisk og halvt goansk, blev født i Maputo, Mozambique.
Costa studerede jura på Lissabons Universitet i 1980'erne, da han første gang gik ind i politik og blev valgt som socialistisk stedfortræder til byrådet. Han afsluttede den obligatoriske værnepligt i 1987 og arbejdede som advokat fra 1988, før han blev politiker på fuld tid.

## Politisk karriere
Costas første post i en socialistisk regering var som minister for parlamentariske anliggender under premierminister António Guterres fra 1997 og 1999. Han var justitsminister fra 1999 til 2002.
I 2004 blev han ny spidskandidat for Partido Socialista til Europa-Parlamentsvalget 2004 efter den forrige spidskandidat António de Sousa Francos døde efter et slagsmål under valgkampen.
Costa blev valgt og tilsluttede sig PES i Europa-Parlamentet. Han blev en af parlamentets 14 næstformænd. Costa trak sig som medlem af Europa-Parlamentet 11. marts 2005 for at blive indenrigsminister i José Sócrates' regering efter parlamentvalget i Portugal i 2005.

### Borgmester i Lissabon
António Costa fratrådte som minister i maj 2007 for at blive sit partis borgmesterkandidat i Lissabon, Portugals hovedstad. Han blev valgt som Lissabons borgmester den 15. juli 2007 og genvalgt i 2009 og 2013, med et større flertal hver gang. Han blev i 2014 Partido Socialistas generalsekretær og premierministerkandidat, og gik af borgmester i april 2005 for at deltage i valgkampen op til Parlamentsvalget i 2015.

## Portugals premierminister
Ved parlamentsvalget 4. oktober 2015 blev den konservative Portugal à Frente-koalition (Portugal på vej), der havde styret landet siden 2011, det største parti med 38,6 % af stemmerne, mens Socialistpartiet (PS) blev nummer to med 32,3 %. Passos Coelho blev genudnævnt til premierminister efter valget, men António Costa dannede en alliance med de andre partier på venstrefløjen (Bloco de Esquerda (Venstreblokken), det portugisiske kommunistparti og Det Økologiske Parti "De Grønne", som samlet havde flertal i parlamentet, og væltede regeringen 10. november (partiet Pessoas-Animais-Natureza (Mennesker-Dyr-Natur) stemte også for Mistillidsvotummet). Efter at have væltet den konservative regering, blev Costa udpeget som ny premierminister af præsident Cavaco Silva 24. november og tiltrådte embedet den 26. november.
Forud for det parlamentsvalget i 2019 udelukkede Costa en koalitionsregering med den yderste venstrefløj, hvis hans regeringsparti som forventet vandt valget, men ikke selv fik parlamentarisk flertal. I stedet indikerede han, at han gik ind for en fortsættelse af den nuværende aftale i parlamentet med kommunisterne og/eller venstreblokken – frem for en formel koalition, hvori de ville komme med i regeringen.
Han blev genvalgt ved det portugisiske parlamentsvalg i 2022, hvor PS vandt 120 mandater, en stigning fra 108, og fik absolut flertal. Dette gav ham mandatet til igen at danne regering.
Costas tredje periode som premierminister har været præget af en bølge af skandaler og fratrædelser, som har påvirket hans popularitet negativt i meningsmålingerne. 11 ministre og statssekretærer har forladt deres poster på grund af påstande om korruption og tidligere forseelser eller dårlig opførsel. Den mest markante skandale har været [TAP-skandalen, hvor Costas regering var involveret. Infrastrukturminister Pedro Nuno Santos tog sin afsked i december 2022 efter den offentlige reaktion på en stor fratrædelsesgodtgørelse, som en statssekretær modtog fra det statsejede flyselskab TAP, som faldt ind under hans resortområde.
Costa erstattede Santos med João Galamba, der indgav sin afsked i maj 2023, da TAP-skandalen yderligere eskalerede.

## Privat
I 1987 giftede Costa sig med læreren Fernanda Maria Gonçalves Tadeu.